# ジョナサン・ストックハンマー
ジョナサン・ストックハンマー（Jonathan Stockhammer、1969年12月21日 - ）は、ドイツを拠点とするアメリカカリフォルニア生まれの指揮者。

## 人物・来歴
中国語と政治学を学んだのち、作曲をカリフォルニア大学、指揮を南カリフォルニア大学で学んだ。彼はキジアーナ音楽院（1995-96）、タングルウッド音楽祭（1999）においてフェロー（特別研究員）として招待される。
エトヴェシュ・ペーテル、ダニエル・ルイス、ロバート・スパノ、ヨルマ・パヌラ、チョン・ミュンフン、エサペッカ・サロネン各氏に学び、研鑽を積み多大な影響を受ける。
卒業後はドイツに拠点を移し、シュトゥットガルト放送交響楽団、ケルン放送交響楽団、フランス放送フィルハーモニー管弦楽団、オランダ放送フィルハーモニー管弦楽団、オスロ・フィルハーモニー管弦楽団、フランス国立管弦楽団、東京都交響楽団、シドニー交響楽団、エッセン管弦楽団、チェコ・フィルハーモニー管弦楽団、ブレーメン・ドイツ室内フィルハーモニー管弦楽団、アンサンブル・レゾナンス等の客演指揮者を務めてきた。またリヨン国立オペラでは1998年より定期的にオペラプロジェクトに関わっている。2013年、ストックハンマーはニューヨーク シティ オペラにてトーマス・アデス作曲のオペラ「パウダー　ハー　フェイス」（舞台演出家のジェイ・シャイブ）の指揮をし絶賛される。
また現代音楽の分野においての活躍も目覚しく、新コレギウム・チューリッヒ（2013-14年より）、アンサンブル・モデルン、ムジーク・ファブリックとのコラボのほか、ヴォルフガング・リーム、パスカル・デュサパン、ハンス・アブラハムセン、ハイナー・ギューベル、ハヤ・チェルノヴィン、フィリップ・グラス、ブライアン・ファーニホウらの初演を手掛け、ドナウエッシンゲン音楽祭、ウルトラシャル・ベルリン、ヴェネツィア・ビエンナーレ、シュヴェッツィンゲン音楽祭、ザルツブルク音楽祭、 など数多くの現代音楽祭でも招待され好評を博す。
また彼はフランク・ザッパの録音、コンサートやチック・コリアとゲイリー・バートンとのジャズ・デュオとのコラボレーション、打楽器奏者のピーター・アースキン、ペット・ショップ・ボーイズやポエトリー・スラムのソウル・ウィリアムズやスウェーデンのサックス奏者で作曲家のマッツ・グスタフソンとの共演など活躍はクラシックにとどまらず幅広く現代の音楽界をリードしている。

## 受賞歴
- Kirill Kondrashin Award 1996
- Accedemia Chigiana Merit Prize 1996
- ECHO Klassik, 2004
- Victoire de la Musique und Le Choc / Monde de la Musique, 2007
- Grammy Award, 2009
- Diapason d’or and Grand Prix du Disque / Académie Charles Cros, 2010